# Judite de Guelfo
Judite de Guelfo ou Judite da Baviera (em alemão:  Judith Welf; após 1100 — 22 de fevereiro de 1130/31),  foi duquesa consorte da Suábia  como esposa de Frederico II da Suábia, e mãe do imperador Frederico I do Sacro Império Romano-Germânico. 

## Família
Ela era a filha mais velha do duque Henrique IX da Baviera e de Vulfilda da Saxônia.
Seus avós paternos eram o duque Guelfo I da Baviera e Judite de Flandres, condessa da Nortúmbria. Já seus avós maternos eram  o duque Magno I da Saxónia e Sofia da Hungria.
Entre seus seis irmãos, estavam: Henrique X da Baviera, sucessor do pai e Guelfo VI, marquês da Toscana e duque de Spoleto. Judite tinha um meio-irmão, filho ilegítimo de amante de nome desconhecido do pai, que era Adalberto, abade de Corvey em 1138.

## Casamento
Judite se casou com o duque Frederico II, entre 1119 e 1121, como sua primeira esposa. Ele fazia parte da Casa de Hohenstaufen, como filho de Frederico I da Suábia e de Inês da Germânia.
Em 1125, seu pai apoiou a candidatura do genro para suceder Henrique V, como rei da Germânia, porém mudou de ideia mais tarde, se aliando a Lotário II, à época duque da Saxônia, pois ele havia prometido que o filho de Henrique, Henrique X, se casaria com a filha de Lotário, Gertrudes de Süpplingenburg, o que foi cumprido.

## Filhos
Seus filhos foram: 
- Frederico I do Sacro Império Romano-Germânico, (1122 - 10 de junho de 1190), conhecido como "Barba Ruiva",E foi imperador do Sacro Império Romano-Germânico, rei da Germâna, Itália e Borgonha. Foi casado duas vezes, primeiro com Adelaide de Vohburg, e depois com a condessa Beatriz I da Borgonha, com quem teve filhos;
- Berta de Hohenstaufen ou Judite (m.  entre 18 de outubro de 1194 e 24 de março de 1195), foi esposa do duque Mateus I da Lorena, com quem teve filhos.

Judite morreu em 22 de fevereiro de 1130 ou 1131, e foi enterrada em Valburgo, na Floresta de Heiligen, na Alsácia.
Após sua morte, seu marido se casou com Inês de Saarbrücken, que lhe deu mais dois filhos.